# Zarakoira
Zarakoira (auch: Zara Koira, Zara Koiré, Zarakoiré, Zara Kouara) ist ein Dorf in der Landgemeinde Gothèye in Niger.

## Geographie
Das von einem traditionellen Ortsvorsteher (chef traditionnel) geleitete Dorf befindet sich rund fünf Kilometer südlich von Gothèye, dem Hauptort der gleichnamigen Landgemeinde, die zum gleichnamigen Departement Gothèye in der Region Tillabéri gehört. Zarakoira liegt am rechten Ufer des Flusses Niger. Zu den größeren Dörfern in der Umgebung zählen Sansané Haoussa im Nordosten und Saya im Südosten. Die Siedlung ist Teil der Übergangszone zwischen Sahel und Sudan.

## Geschichte
Zarakoira war einer jener Orte im heutigen Niger, an denen sich nach dem Untergang des Songhaireichs im Jahr 1591 Songhai-Flüchtlinge unter einem Nachkommen der Herrscherdynastie Askiya niederließen. Bei einer Untersuchung im Februar 1974 wurden beim Befall mit der Saugwürmer-Art Schistosoma haematobium unter den 5- bis 19-Jährigen eine Prävalenz von 91 Prozent und bei der gesamten Dorfbevölkerung eine Prävalenz von 56 Prozent festgestellt.

## Bevölkerung
Bei der Volkszählung 2012 hatte Zarakoira 751 Einwohner, die in 110 Haushalten lebten. Bei der Volkszählung 2001 betrug die Einwohnerzahl 622 in 76 Haushalten und bei der Volkszählung 1988 belief sich die Einwohnerzahl auf 570 in 91 Haushalten.

## Wirtschaft und Infrastruktur
Am Ortsrand von Zarakoira verläuft die Nationalstraße 4. Es gibt eine Grundschule im Dorf.